# Mark Deutrom
Mark Deutrom, noto anche con lo pseudonimo di Mark D (Texas, ...), è un chitarrista e bassista statunitense.
Alla metà degli anni ottanta si trasferì dal Texas alla California per studiare composizione al Cal Arts Institute. In questo periodo iniziò ad interessarsi alla scena hardcore punk di San Francisco, e fondò anche una casa discografica, la Alchemy Records, ormai inattiva, con la quale pubblicò lavori di band come Neurosis e Melvins, band quest'ultima della quale ha fatto parte dal 1994 al 1998 come bassista. Ha suonato anche come chitarrista nella band Clown Alley. Oltre ad aver fatto parte dei Clown Alley e dei Melvins, ha anche pubblicato un album come solista nel 2001, The Silent Treatment.

## Discografia
- 1985 - Clown Alley - Circus Of Chaos
- 1994 - Melvins - Stoner Witch
- 1994 - Melvins - Prick
- 1996 - Melvins - Stag
- 1997 - Melvins - Singles 1-12
- 1997 - Melvins - Honky
- 1998 - Melvins - Alive at the F*cker Club
- 2001 - Mark Deutrom - The Silent Treatment
- 2003 - Melvins - Melvinmania: Best of the Atlantic Years 1993-1996
- 2004 - Melvins - Neither Here Nor There (libro + CD)
- 2006 - Mark Deutrom - The Gate (autoprodotto, solo 200 copie)